# Clara Pinto Correia
Maria Clara Amado Pinto Correia (Lisboa, 30 de Janeiro de 1960) é professora universitária, bióloga, escritora e historiadora da ciência portuguesa.

## Biografia
Filha de José Manuel Pinto Correia, Grande-Oficial da Ordem Militar de Sant’Iago da Espada a título póstumo a 10 de Junho de 1991, e de sua mulher Maria Adelaide da Cunha e Vasconcelos de Carvalho Amado. É irmã da jornalista Margarida Pinto Correia.
Viveu vários anos da sua infância em Angola, onde o pai, o professor de Medicina José Pinto Correia, foi obrigado a cumprir serviço militar como médico durante a Guerra colonial (Guerra do Ultramar). Aí lhe nasceu a paixão pela Biologia. Foi uma excelente aluna, primeiro frequentou o Liceu Francês Charles Lepierre, depois o Liceu Rainha D. Leonor.
Como escritora, é autora de uma vasta obra, que iniciou em 1983. O seu mais conhecido romance é Adeus, princesa, que publicou aos 25 anos de idade, no qual retrata a alma da juventude do Alentejo no final da tentativa de Reforma agrária. Tem meia centena de títulos publicados, incluindo ficção, literatura infantil, ensaios, biografia, crônicas de opinião, divulgação científica e estudos de História da ciência.

## Formação e atividade acadêmica
Motivada pelo sonho de um dia vir a ser Park Ranger numa reserva africana (nas revistas que o pai assinava, nomeadamente a National Geographic, fascinavam-na (particularmente as fotos de Jane Goodall com os chimpanzés), Clara Pinto Correia vai estudar biologia para a Faculdade de Ciências da Universidade de Lisboa. Aí termina a licenciatura em 1984. No ano seguinte integra o corpo docente da Faculdade de Medicina da Universidade de Lisboa como assistente estagiária de biologia celular e histologia e embriologia e, simultaneamente, como doutoranda no Laboratório de Biologia Celular do Instituto Gulbenkian de Ciência, em ambos os casos sob orientação do professor J. David-Ferreira. Deixa-se ficar aí até 1989, ano em que vai para o Estados Unidos como visiting scientist do laboratório de Sabina Sobel, na Universidade de Nova Iorque em Buffalo para execução do projeto de doutoramento.
Em Outubro de 1992 foi-lhe conferido, com distinção e louvor por unanimidade, o grau de Doutor em Biologia Celular pelo Instituto de Ciências Biomédicas Abel Salazar da Universidade do Porto. Regressa aos EUA, agora como postdoctoral fellow no laboratório de James Robl, no Department of Veterinary and Animal Sciences da University of Massachusetts at Amherst, para desenvolver um projecto de investigação relacionado com as interacções nucleo-citoplasmáticas na clonagem de embriões de mamíferos. Em 1994 trocou o trabalho de bancada por um contrato de dois anos para fazer uma especialização em História das Ciências no Department of History of Science da Harvard University, e escrever um livro sobre História das Teorias da Reprodução, em ambos os casos sob orientação de Stephen Jay Gould e supervisão de Everett Mendelshon. Publicado o livro "The Ovary of Eve - Egg & Sperm & Preformation", em 1996 regressou a Portugal para criar na Universidade Lusófona de Humanidades e Tecnologias a licenciatura em Biologia e o mestrado em Biologia do Desenvolvimento. Paralelamente foi contratada como «research associate» de Stephen Jay Gould no Museum of Comparative Zoology da Harvard University, cargo que manteve até 2002, e como «adjunt professor» no Department of Veterinary and Animal Sciences da University of Massachusetts at Amherst, que manteve até 2001. Em 2004 prestou provas de agregação em História e Filosofia das Ciências na Universidade de Lisboa.
Actualmente é professora catedrática da Universidade Lusófona de Humanidades e Tecnologias, onde dirige a licenciatura em Biologia e o mestrado em Biologia do Desenvolvimento. Lecciona em ambos os cursos os módulos associados à história do pensamento biológico e à história das teorias da reprodução. É também «research associate» de John Murdoch no Department of History of Science da Harvard University e investigadora do Centro de Estudos de História das Ciências Naturais e da Saúde do Instituto Rocha Cabral.

## Investigação

### Biologia
No laboratório do Prof. James Robl na University of Massachusetts, que trabalhava com o objectivo de clonar bovinos transgénicos em grande número, Clara Pinto Correia introduziu novas técnicas de localização de estruturas intra-celulares por imunofluorescência que tinha aprendido durante os seus trabalhos de doutoramento. Era consensual entre todos os cientistas, pois era isso que ensinavam os livros de biologia celular e do desenvolvimento, que o centrossoma que preside à organização do primeiro ciclo celular era de origem materna. Até então o modelo usado era única e exclusivamente o rato e a extrapolação parecia natural. Acontece que Clara Pinto Correia, depois de usar como modelo o coelho, descobriu que o centrossoma que preside à organização do primeiro ciclo celular era de origem paterna. Usando como modelo o bovino obteve os mesmos resultados. Entretanto outros grupos de investigação internacionais à medida que ensaiavam outros modelos chegavam à mesma conclusão. Os livros foram mesmo reescritos.

### História das ciências
O interesse de Clara Pinto Correia pela História da Biologia vem dos tempos de estudante. Porém, terá sido Stephen Jay Gould o seu guru intelectual, que a levou pelos caminhos da história das ciências. Foi com ele que Clara Pinto Correia fez a sua primeira grande investigação sobre história das teorias da reprodução, na Harvard University que viria a culminar na edição do livro "The Ovary of Eve - Egg & Sperm & Preformation". Esta investigação levou-a a fazer a sua segunda grande descoberta, sobre a história da preformação. Tudo começou com o pressuposto de que os preformacionistas do século XVII tinham desenhado pessoas pequeninas enroscadas dentro do núcleo do espermatozóide. E estas pessoas tinham até um nome. Eram os "homúnculos". Porém, quando Clara Pinto Correia começou a investigar as fontes, nomeadamente o precioso Traité de Dioptrique de Nicholas Hartsoeker (1694), não encontrou o termo em lado algum. A investigadora acabaria por concluir que o termo "homúnculo" nunca foi usado pelos preformacionista dos séculos XVII e XVIII mas trata-se antes de uma invenção da literatura secundária dos anos 1930. Esta descoberta, modesta na sua grandiosidade pois não salvou vidas nem deu a paz ao mundo, acabaria por obrigar a uma revisão dos livros de texto. Um deles foi o conhecido Developmental Biology de Scott Gilbert que na sua 4ª edição apresentava o famoso espermatozóide de Hartsoeker com o seu "homúnculo" em posição fetal, mas que na edição seguinte já tinha segregado o termo "homúnculo".
Actualmente, Clara Pinto Correia é investigadora responsável pelo projecto MAPA MUNDI - O impacto das viagens imaginárias na organização do pensamento ocidental (sécs. XIV-XVIII), a decorrer no Centro de Estudos de História das Ciências Naturais e da Saúde do Instituto Rocha Cabral. Este projecto visa proceder a uma análise inter-disciplinar (Ciências naturais/Estudos do género/Psicologia/Tradição oral portuguesa/Cartografia) de quatro grandes clássicos europeus da narrativa de viagens, como "As viagens de John Mandeville", "O Livro do Infante D.Pedro" de Gil de Santisteban, a Terra Austral Conhecida, de Gabriel de Foigny, e o Suplemento à viagem de Bougainville, de Denis Diderot.

## Principais publicações em Biologia

### Livros
- 1987 - O essencial sobre os bebés-proveta. I.N.C.M.
- 1988 - Histórias Naturais. O Jornal (reeditado pela Publicações d.Quixote em 1992 e pela Relógio d'Água em 1999)
- 1988 - Don't let my baby like me. em co-autoria com A.G.M.Campbell, Hiroko Kawashima e Ebun O. Ekunwe. Hastings Center
- 1990 - Portugal animal. Publicações D.Quixote (reeditado pela Círculo de Leitores e pela Relógio d'Água)
- 1997 - Clonai e multiplicai-vos. Texto Editora
- 1999 - Clones humanos - a nossa autobiografia colectiva. Relógio d'Água

### Artigos
- 1990 - Pinto-Correia, C.; Goldstein, E.G.; Bennet, V. & Sobel, J.S. Immunofluorescence localization of an adducin-like protein in the chromosomes of mouse oocytes. Developmental Biology, 146: 301-311
- 1992 - Collas, P.; Pinto-Correia, C.; Ponce de Leon, F.A. & Robl, J.M. Effect of donor cell cycle stage on chromatin and spindle morphology in nuclear transplant rabbit embryos. Biology of Reproduction, 46: 501-511
- 1993 - Pinto-Correia, C.; Collas, P.; Ponce de Leon, F.A. & Robl, J.M. Microtubule and chromatin configurations in the first cell cycle of rabbit parthenotes and nuclear transfer embryos. Molecular and Development, 34: 33-42
- 1993 - Long, C.R.; Pinto-Correia, C.; Duby, R.T.; Ponce de Leon, F.A.; Boland, M.P.; Roche, J.F. & Robl, J.M. Sperm aster formation and the cell cycle in monospermic and polyspermic cow zygotes. Molecular Reproduction and Development, 36: 23-32
- 1994 - Pinto-Correia, C.; Poccia, D.L.; Chang, T. & Robl, J.M. Dephosphorylation of sperm midpiece antigens triggers aster formation in rabbit oocytes. Proc. Nat. Acad. Science, 97: 7894-7898
- 1994 - Long, C.R.; Damiani, P.; Pinto-Correia, C.; MacLean, R.A.; Duby, R.T. & Robl, J.M. Morphological features of in vitro matured bovine oocytes following fertilization and subsequent development in culture under varying conditions of fertilization. Journal of Reproduction and Fertility, 102: 361-369
- 1995 - Pinto-Correia, C.; Long, C.L.; Chang, T. & Robl, J.M. Factors involved in nuclear reprogramming during early development in the rabbit. Molecular Reproduction and Development, 40: 292-304
- 1995 - Sobel, S.; Pinto-Correia, C. & Goldstein, E. Identification of an M.60.000 Polypeptide Unique to the Meiotic Spindle of the Mouse Oocyte. Molecular Reproduction and Development, 40: 467-480
- 1995 - Collas, P.; Pinto-Correia, C. & Poccia, D.L. Lamin dynamics during sea urchin fertilization make pronuclear formation in vitro. Experimental Cell Research, 219: 687-698
- 1995 - Fissore, R.A.; Pinto-Correia, C. & Robl, J.M. Mechanism of calcium oscillations in fertilized rabbit eggs. Biology of Reproduction, 53: 766-774

## Principais publicações em História das ciências

### Livros
- 1997 - The Ovary of Eve - Egg & Sperm & Preformation. The University of Chicago Press (editado em Portugal pela Relógio d'Água em 1999 e pela Círculo de Leitores em 2003; editado no Brasil pela Campus de São Paulo em 1998)
- 2001 - Deus ao microscópio. Relógio d'Água
- 1999 - O mistério dos mistérios: Uma Breve História das Teorias da Reprodução Animal. Relógio d'Água Editores
- 2001 - Dodologia - um voo planado sobre a modernidade. Relógio d'Água
- 2002 - Return of the Crazy Bird: The Sad, Strange Tale of the Dodo. New York: Springer Verlag
- 2003 - Assim na Terra como no Céu: Ciência, Religião e Estruturação do Pensamento Ocidental (em co-autoria com José Pedro Sousa Dias). Relógio d'Água
- 2004 - Os Monstros de Deus. Quasi Edições
- 2004 - O Livro das Conversões. Círculo de Leitores
- 2004 - O Testículo esquerdo: aspectos da demonização do feminino. Relógio d'Água
- 2005 - E Fez-se a luz: O Deus Todo-Poderoso da obra de Newton e dos seus comentadores Ingleses. Relógio d'Água
- 2005 - Primeiro Encontro de História das Ciências Naturais e da Saúde. Instituto Rocha Cabral & Shaker Verlag
- 2006 - Mapa Múndi: As viagens imaginárias na história da Europa. Casa das Letras
- 2007 - Histórias da Ciência (em co-autoria com José Pedro Sousa Dias, prefácio de Miguel Lobo Antunes). Quasi Edições

### Artigos
- 1997 - On homunculi and life. Developmental Biology online
- 1999 - Useful misconceptions: the ovary of eve. Orgyn, 2, pp. 52–56
- 1999 - God under the lens. History of Science Society Annual Meeting, p. 130
- 1999 - Homunculi in reproduction: strange tales of small men. Perspective in Medicine and Biology, 42 (2), pp. 225–244
- 2000 - A curse from the left testicle: configurations of womanhood from antiquity to the scientific revolution. in The Global Impact of Portuguese Literature and Culture. Transaction Publishers, Rutgers, New Brunswick

## Citações e referências

### The Ovary of Eve

#### Livros que citamThe Ovary of Eve
- 1999 - Attention's Loop, de Elizabeth King, Harry N Abrams
- 2000 - Experiencing the New Genetics: Family, Kinship, and the Medical Frontier, de Kaja Finkler, USA: University of Pennsylvania Press
- 2001 - The Semen Book, de Vivien Marx, Free Association Books
- 2002 - The Political Geographies of Pregnancy, de Laura R. Woliver, USA: University of Illinois Press
- 2003 - The Oxford Companion to the History of Modern Science, de Jonh L. Heilbron (ed), USA: Oxford University Press
- 2003 - The Cambridge History of Science, Volume 4: The Eighteenth Century, de Roy Porter, David C. Lindberg e Ronald Number (eds), Cambridge: Cambridge University Press
- 2003 - When Science and Christianity Meet, de David C. Lindberg e Ronald L. Numbers (ed), USA: University of Chicago Press
- 2003 - Formal Descriptions of Developing Systems (NATO Science Series II: Mathematics, Physics and Chemistry), de James Nation, Irina Trofimova, John D. Rand e William Sulis (ed), New York: Springer
- 2003 - Divine Love and Wisdom, de Gregory R. Johnson, Jonathan S. Rose, Reuben P. Bell, Glen Michael Cooper e Stuart Shotwell, Swedenborg Foundation; New Ed edition
- 2003 - Divine Providence, de Emanuel Swedenborg, George F. Dole, Gregory R. Johnson e Jonathan S. Rose, Swedenborg Foundation
- 2004 - The Story of V: A Natural History of Female Sexuality, de Catherine Blackledge, Rutgers University Press
- 2005 - The changing role of the embryo in evolutionary thought : roots of evo-devo, de Ron Amudson, Cambridge University Press
- 2006 - The Cambridge History of Science, Volume 3: Early Modern Science, de Katherine Park, Lorraine Daston, David C. Lindberg e Ronald Numbers (eds), Cambridge: Cambridge University Press
- 2006 - Postphenomenology: A Critical Companion to Ihde (S U N Y Series in the Philosophy of the Social Sciences), de Evan Selinger, New York: State University of New York Press

### Recensões
- Recensão de Joe A. Thomas publicada no Journal of Sex Research
- Danny Yee's Book Review
- Francisco J. Ayala, The Quarterly Review of Biology, Vol. 74, No. 1 (Mar., 1999), pp. 58–59
- Riddle, JAMA.1998; 280: 1961-1962
- Virginia P. Dawson, The Bulletin of the History of Medicine 73.3, Fall 1999
- Pam Lieske, Eighteenth-Century Women: Studies in their Lives, Works, and Culture, June 2001
- New Scientist magazine, issue 2119, 31 January 1998, p. 44
- Joe A. Thomas, The Journal of Sex Research, Volume 35, Number 4, November 1998, p. 414

### Return of the Crazy Bird

#### Livros que citamReturn of the Crazy Bird
2004 - Animals are the Issue: Library Resources on Animal Issues, de John M. Kistler (ed), Haworth Information Press

#### Recensões
- Renee M. Borges, Current Science, Vol.85, No.7, 10 October 2003, pp. 1090–1093

## Divulgação da ciência
- Participa actualmente no programa A1 CIÊNCIA da Antena 1, que é transmitido à terça-feira, às 15:40. Todos os áudios do programa podem ser ouvidos no sistema PodCast aqui.

## Outras actividades

### Como escritora
- 1983 - Anda uma mãe a criar filhas para isto.[2] A Regra do Jogo
- 1984 - Agrião![1] Relógio d'Água
- 1985 - Um esquema. Rolim
- 1985 - Adeus, princesa.[1] Relógio d'Água/Círculo de Leitores
- 1985 - Não podemos obrigá-los a amarem-se em co-autoria com Margarida Bon de Souza. Relógio d'Água
- 1986 - O sapo Francisquinho. Contexto
- 1986 - E se tivesse a bondade de me dizer porquê? em co-autoria com Mário de Carvalho.[1] Rolim
- 1987 - O príncipe imperfeito.
- 1987 - Campos de morangos para sempre. Rolim
- 1988 - Um sinal dos tempos. Relógio d'Água
- 1988 - O príncipe imperfeito. Rolim
- 1989 - Canções das crianças mortas. Relógio d'Água
- 1990 - Ponto pé de flor.
- 1991 - Vitória, Vitória. Publicações Dom Quixote
- 1991 - Quem tem medo compra um cão. Publicações Dom Quixote
- 1992 - The big easy. Publicações Dom Quixote
- 1992 - Irmãos Castanheira em A canção dos dinossauros. Publicações Dom Quixote
- 1992 - A minha alma está parva: Clara Pinto Correia e Jorge Colombo (Irmãos Castanheira). Publicações Dom Quixote
- 1992 - A mulher gorda. Publicações Dom Quixote
- 1993 - No pó da bagagem.
- 1994 - Domingo de Ramos. Publicações Dom Quixote
- 1994 - Os quatro rios do paraíso. Publicações Dom Quixote
- 1994 - Ponto pé de flor. Publicações Dom Quixote
- 1994 - A ilha dos pássaros doidos. Fundação Biblionef/Relógio d'Água
- 1996 - E se tivesse a bondade de me dizer porquê? em co-autoria com Mário de Carvalho. Relógio d'Água
- 1996 - A pega azul. Expo 98
- 1997 - A deriva dos continentes. Relógio d'Água
- 1997 - Clonai e multiplicai-vos - verdades & mentiras. Relógio d'Água
- 1997 - Mais que perfeito. Relógio d'Água
- 1997 - Mais marés que marinheiros. Relógio d'Água
- 1998 - O sapo francisquinho. Relógio d'Água
- 2000 - Os mensageiros secundários. Relógio d'Água
- 2000 - Histórias naturais. Relógio d'Água
- 2000 - As festas secretas pela mão de maia. Publicações Dom Quixote
- 2001 - Morfina. Relógio d'Água
- 2002 - A arma dos juízes. Relógio d'Água
- 2003 - O melhor dos meus erros. Oficina do Livro
- 2004 - Trinta anos de democracia: E depois, pronto. Relógio d'Água
- 2005 - Ponto pé de flor. Relógio d'Água
- 2005 - Canções que já não existem em co-autoria com José Pedro Sousa Dias
- 2005 - No meio do nosso caminho. Oficina do Livro
- 2005 - Contos. Relógio d'Água
- 2005 - A história horrorosa dos peixes amarelos (ilustrações de Joana Quental). Quasi Edições
- 2006 - A primeira luz da madrugada. Oficina do Livro
- 2007 - Complementos Indirectos, Quasi Edições

Alguns dos seus livros têm sido analisados pelas gentes das letras:
- RAMOS, Ana Margarida (2004): «Cruzamento de vozes: da prosa de cordel à narrativa contemporânea - uma leitura de Os mensageiros secundários de Clara Pinto Correia», Revista da Universidade de Aveiro - Letras, nº 19-20, Aveiro, pp. 75–83 resumo
- RAMOS, Ana Margarida e LOPES, José Maria (2001): «Imagens da leitura / leitura das imagens: a propósito de "A ilha dos Pássaros Doidos" de Clara Pinto Correia», in VIANA, F. L.; MARTINS, M.; COQUET, E. (coord.): Actas do 2º encontro nacional de investigadores em Leitura, Literatura Infantil e Ilustração, Braga, Centro de Estudos da Criança - Universidade do Minho, pp. 123–144 resumo

Outros têm sido adaptados para cinema:
- O romance Adeus Princesa foi adaptado para cinema pela realizador Jorge Paixão da Costa

Outros ainda traduzidos e lidos além fronteiras:
- 1991 - De Bloemteelsteek (Ponto Pé de Flor). Amesterdão: Arena
- 1992 - Auf Wiedershehen Princesa (Adeus Princesa). Alemanha: DTV
- 1992 - Das Alphabet der Frauen (Ponto Pé de Flor). Berlim: Byblos Verlag
- 1996 - Das Alphabet der Frauen (Ponto Pé de Flor). Munique: Deutscher Taschenbuch Verlag
- 2001 - Stumme Boten. Goldmann

### Como tradutora
- 2006 - Os homens bons não são fáceis de encontrar, de Flannery O'Connor. Cavalo de Ferro

### Como jornalista
Foi redactora do semanário "O Jornal" (1980-85) e foi responsável pela secção científica do JL - Jornal de Letras, Artes e Ideias (1983-86).

### Como cronista
Foi cronista semanal do Diário de Notícias (1991-99) e assinou a crónica semanal "A Deriva dos Continentes" na revista Visão até Fevereiro de 2003, altura em que protagonizou um episódio particularmente mediático quando publicou duas crónicas, uma sob o título "O Castelo" que se veio a demonstrar ser pouco mais que a cópia quase integral de um artigo publicado a 6 de Janeiro de 2003, na revista The New Yorker intitulado «Leaving The Castle» (em inglês), da autoria do director da revista, David Remnick, e outra intitulada "O eixo do mal", onde apareciam trechos muito semelhantes a outro texto igualmente da New Yorker, de Hendrik Hertzberg. A escritora mostrou-se incomodada com a situação, pedindo desculpas públicas do sucedido e justificando-se com uma distracção, devida ao cansaço e ao seu método de trabalho. Pouco depois, as suas contribuições para a Revista Visão foram suspensas. Uma colectânea seleccionada das crónicas que publicou na revista "Visão", foi publicada pela editora Oficina do Livro, com o título "O melhor dos meus erros", no mesmo ano de 2003. Actualmente assina a crónica diária "No fio da navalha" no jornal 24 Horas.

### Como actriz
Participou, como Marta, no filme "Kiss Me" (2004), realizado por António da Cunha Telles e distribuído pela Lusomundo Audiovisuais.

### Como apresentadora
Apresentou programas de ciência e cultura em rádio e televisão, nomedamente:
- 1986 - Música para camaleões (Rádio Comercial)
- 1996 - Rumo à lua (RTP 2)
- 1996 - Docas (TVI)
- 1999 - Morfina (CNL)
- 2000 - Morfina (CNL)
- 2001 - Travessa do cotovelo (RTP 2)

### Como jurada
- 2007 - A Bela e o Mestre (TVI) [abandonou o programa por razões profissionais após a 6ª gala]